# Larisa Savkina
Larisa Savkina, född den 8 februari 1955 i Rustavi, Georgien, är en sovjetisk handbollsspelare.
Hon tog OS-guld i damernas turnering i samband med de olympiska handbollstävlingarna 1980 i Moskva.